# Jonas Lundén
Jonas Lundén (ur. 27 grudnia 1980 w Borlänge) – szwedzki piłkarz występujący na pozycji obrońcy lub pomocnika, reprezentant kraju.

## Życiorys
Był juniorem Forssa BK, IK Brage i IFK Göteborg. W 1999 roku został włączony do pierwszej drużyny IFK. 31 stycznia 2001 roku wystąpił w towarzyskim meczu reprezentacji Szwecji z Wyspami Owczymi (0:0). W 2002 roku został piłkarzem IF Elfsborg. W klubie tym występował do 2005 roku, a w 2003 roku zdobył z nim Puchar Szwecji. Następnie grał w GAIS. Po zakończeniu sezonu 2011 zakończył karierę z ogólnym dorobkiem 227 meczów w Allsvenskan. W 2012 roku był tymczasowym trenerem GAIS, a w latach 2013–2015 – kierownikiem sportowym klubu.

## Statystyki ligowe
| Sezon | Klub         | Liga        | Mecze | Gole |
| ----- | ------------ | ----------- | ----- | ---- |
| 1999  | IFK Göteborg | Allsvenskan | 19    | 1    |
| 2000  | IFK Göteborg | Allsvenskan | 18    | 3    |
| 2001  | IFK Göteborg | Allsvenskan | 20    | 3    |
| 2002  | IF Elfsborg  | Allsvenskan | 23    | 0    |
| 2003  | IF Elfsborg  | Allsvenskan | 23    | 1    |
| 2004  | IF Elfsborg  | Allsvenskan | 9     | 0    |
| 2005  | IF Elfsborg  | Allsvenskan | 9     | 0    |
| 2006  | GAIS         | Allsvenskan | 16    | 0    |
| 2007  | GAIS         | Allsvenskan | 17    | 1    |
| 2008  | GAIS         | Allsvenskan | 24    | 0    |
| 2009  | GAIS         | Allsvenskan | 21    | 0    |
| 2010  | GAIS         | Allsvenskan | 16    | 0    |
| 2011  | GAIS         | Allsvenskan | 12    | 0    |